# المنظمة البحرية الدولية
المنظمة البحرية الدولية (IMO) هي منظمة دولية، أسست في سنة 1948، تحت اسم المنظمة البحرية الدولية الاستشارية.دخلت حيز التنفيذ بعد عشر سنوات سنة 1958 يقع مقرها في لندن. من أهدافها:
1. العمل على تحسين الأمان في البحار.
2. مكافحة التلوث البحري.
3. إرساء نظامٍ لتعويض الاشخاص الذين يكابدون خسائر مالية بسبب التلوث البحري.
4. تأسيس نظامٍ دوليٍّ لنداءات الاستغاثة وعمليات البحث والإنقاذ.

تتخذ المنظمة العالمية للملاحة البحرية سلسلة من التدابير لتحسين الأمان للسفن سواء ببناء الهياكل الثنائية أو تدريب الطواقم. وقد قادت الطريق إلى اعتماد اتفاقية بشأن تدريب البحارة واصدار شهادات صلاحيتهم للعمل.
إن المنظمة العالمية للملاحة البحرية تعمل على إقامة نظم الاتصالات التي تكفل المزيد من الأمان في البحار.
- في دجنبر 2023، تمت إعادة انتخاب المغرب للمرة الخامسة على التوالي في هذا المجلس إعترافا بأهمية المغرب كدولة بحرية، وما يُمكن أن تساهم فيه في مجال النقل البحري والسلامة البحرية، فإنه أيضا تُعتبر بمثابة ورقة داعمة للدفاع عن الحقوق المغربية في المجال البحري، وبالخصوص بشأن ترسيم الحدود البحرية مع إسبانيا.[6]

## وصلات خارجية
- الموقع الرسمي